# Peter von Cornelius
Peter Joseph von Cornelius (ur. 23 września 1783 w Düsseldorfie, zm. 6 marca 1867 w Berlinie) – niemiecki malarz. W 1842 otrzymał Pour le Mérite za Naukę i Sztukę.

## Życiorys
Zaliczany do nurtu akademizmu. Przyłączył się w Rzymie do nazareńczyków. Działał pod wpływem Rafaela, Michała Anioła i tradycyjnego malarstwa niemieckiego. W 1825 został dyrektorem Akademii w Monachium. Zaprojektował zespół malowideł ściennych do kościoła św. Ludwika w Monachium, a sam wykonał tam ogromny fresk pt. Sąd Ostateczny (1836–1840), o rozmiarach 18,3 m x 11,3 m.

## Wybrane prace

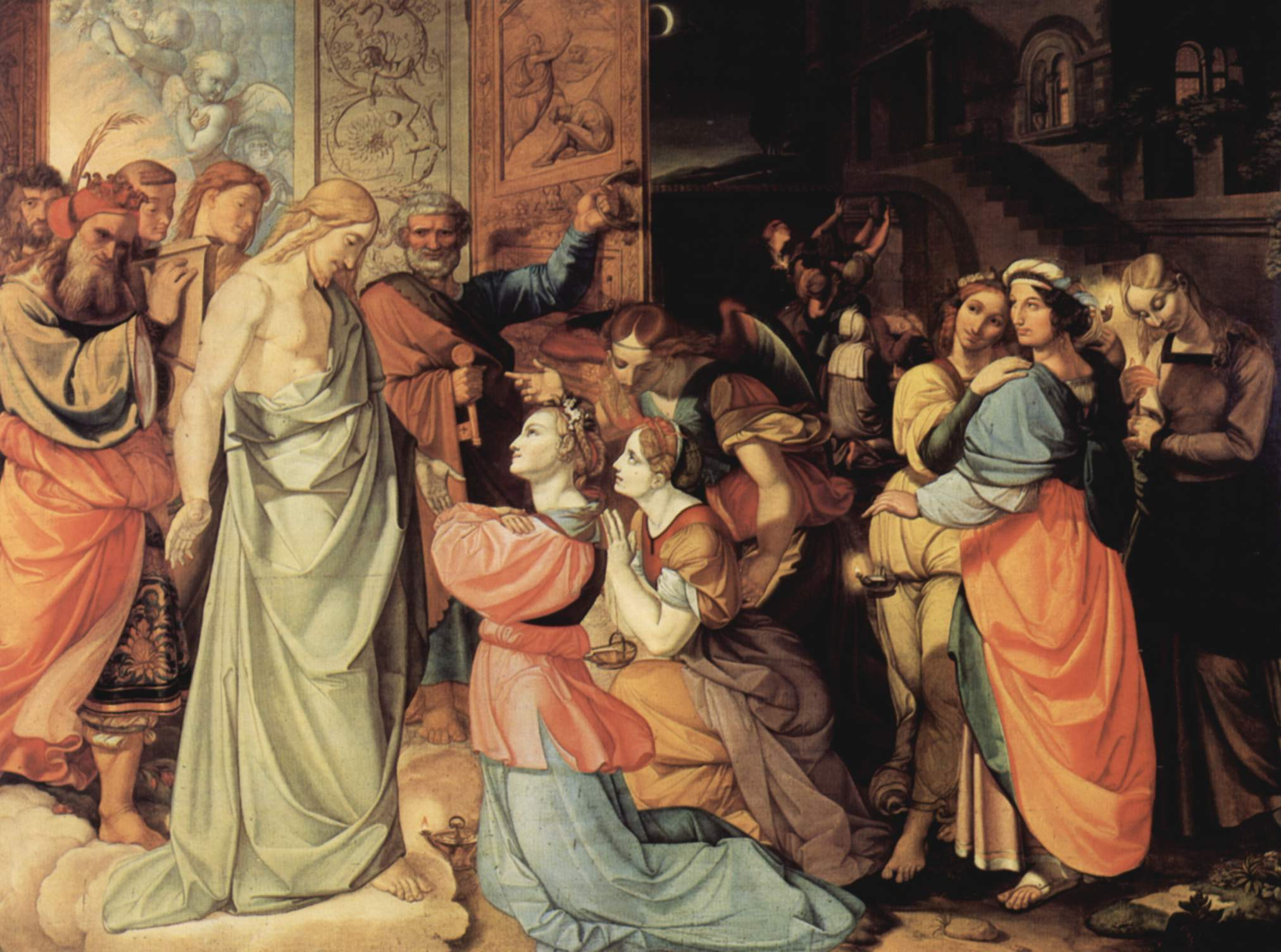
Panny mądre i głupie, ok. 1813, Museum Kunstpalast Düsseldorf

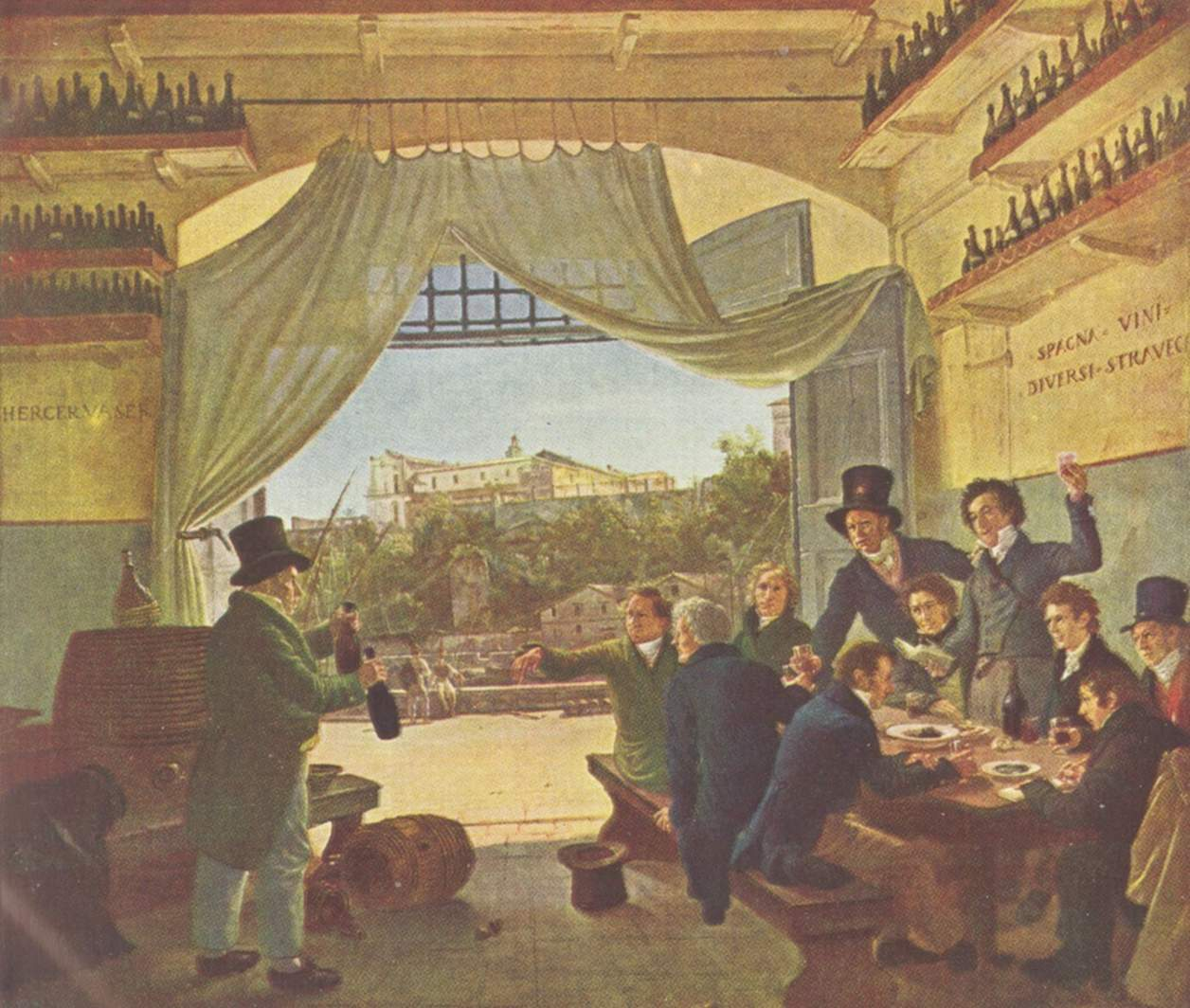
Wirtshausszene, ok. 1819, Muzeum Narodowe we Wrocławiu

- Dziewice głupie i mądre, ok. 1813, Museum Kunst Palast Düsseldorf,
- Józef tłumaczy sen faraona, 1816–1817, fresk, Stara Galeria Narodowa w Berlinie,
- Józef i jego bracia, 1816–1817, fresk, Stara Galeria Narodowa w Berlinie[2],
- Wirtshausszene, ok. 1819, Muzeum Narodowe we Wrocławiu.